# Лісові пожежі в Туреччині (2021)
Лісові пожежі в Туреччині розпочалися 28 липня 2021 року й тривають донині в південних провінціях Туреччини. Станом на 3 серпня від вогню постраждали 17 провінцій, включно з Аданою, Османіє, Мерсіном та Кайсері. Вони стали наймасштабнішими в історії країни. Перші лісові пожежі спалахнули в Манавгаті в провінції Анталія, де температура повітря досягала приблизно 37 °C (99 °F).

## Передумови

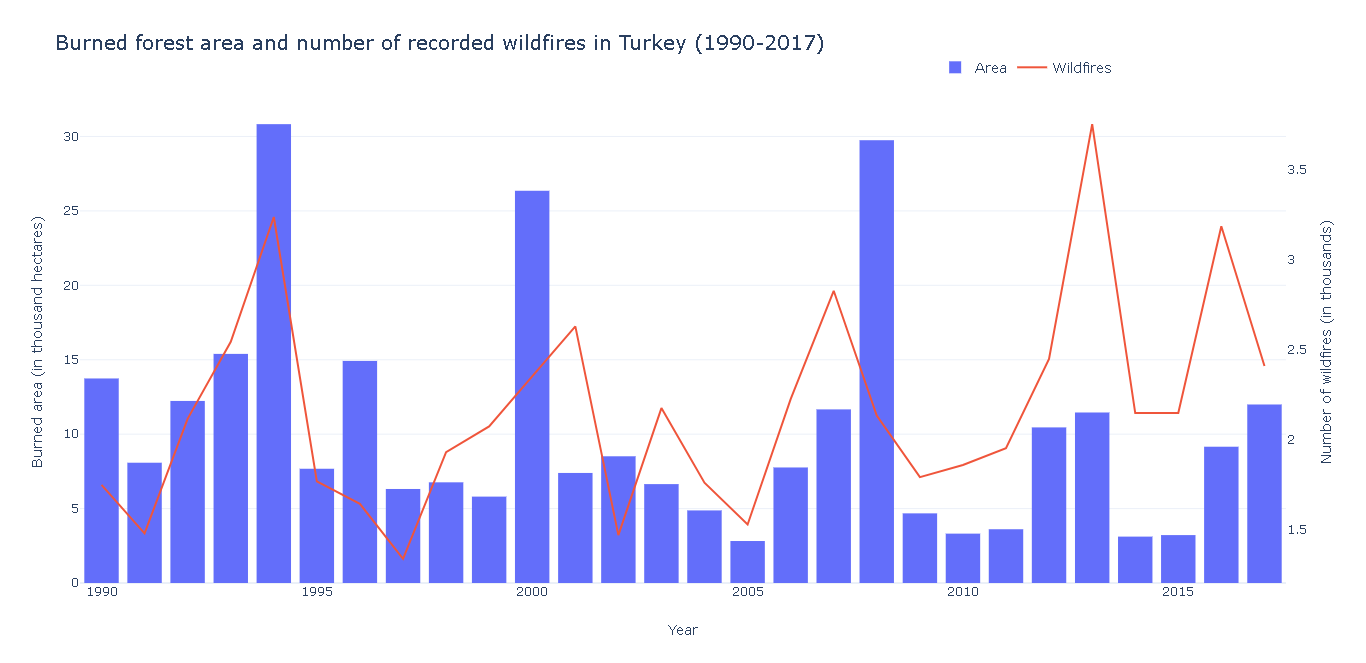
Загальна площа спалених лісів та кількість зареєстрованих лісових пожеж у Туреччині між 1990 та 2017 роками

Пожежі поширені влітку в регіонах Середземномор'я та Егейського моря, але травень 2021 року став найспекотнішим за останні 50 років і став наслідком посухи в Туреччині. Катастрофічні наслідки пожеж пов'язують зі зміною клімату в Туреччині.
У червні 2021 року зареєстровано пониження середніх температурних показників на 1 °C з достатньою кількістю опадів, однак це не завадило пожежам у Каші, Тарсусі та Мармарисі 26 та 27 червня. У другій половині липня настала набагато сильніша спека, у деяких регіонах температурний максимум було перевищено на 12 °C, а температура повітря північніше Стамбула піднялася до 36 °C при багаторічних денних температурних показниках близько 27°C. Крім того, 60-річний рекорд температури в країні був побитий у місті Чізре, місті на південному сході Туреччини, з температурою, що піднялася до майже 49 °C (120 °F).

## Перебіг подій

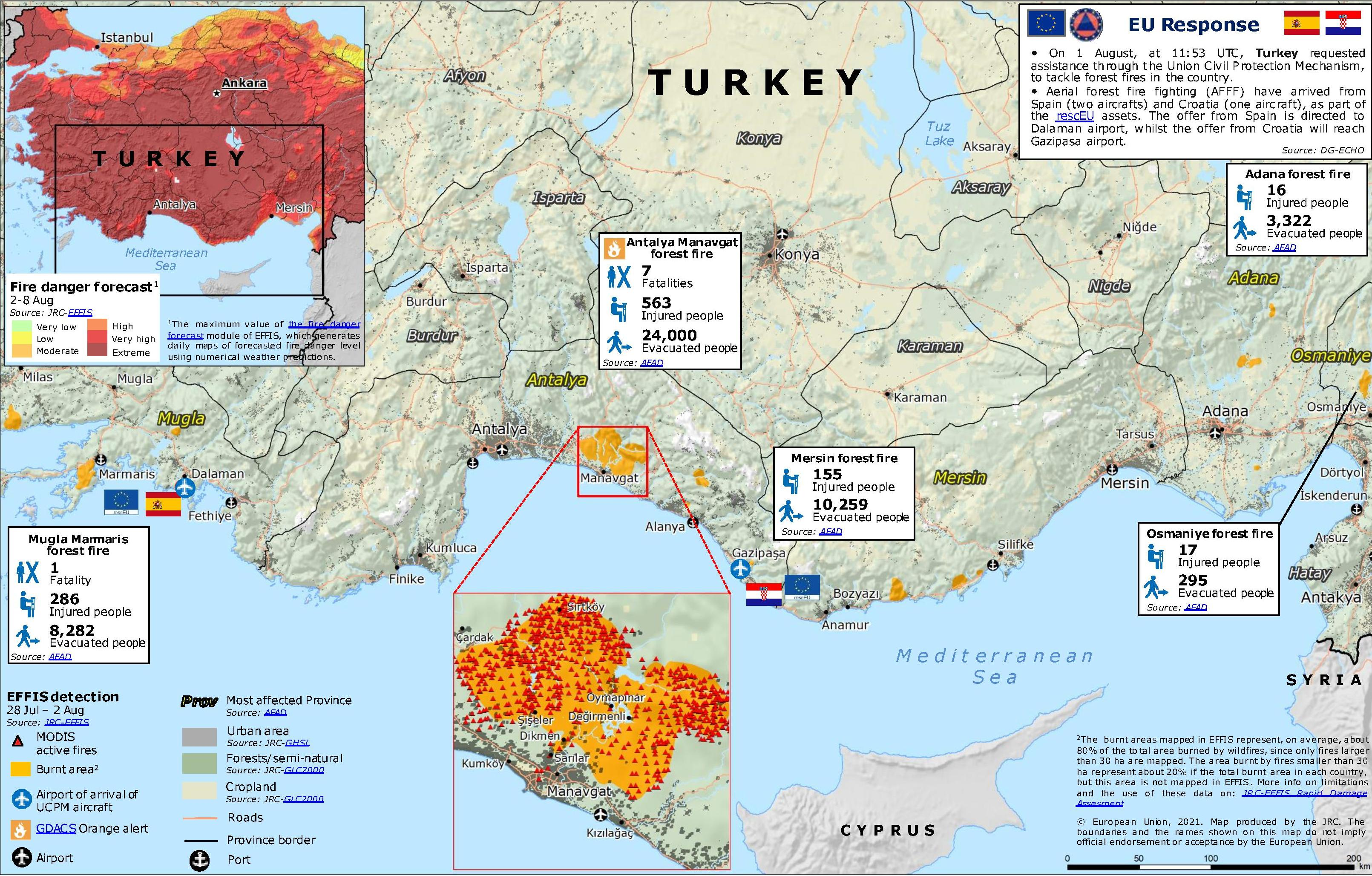
Мапа лісових пожеж

Супутники «Коперник» виміряли максимальну добову інтенсивність тепла приблизно на 20 ГВт, що вчетверо перевищує попередній рекорд у Туреччині. За оцінками, загальна площа загорянь майже вдесятеро перевищує середній показник на початок серпня.
28 липня близько 13:15 почалася перша пожежа почалася в лісовому масиві Мармариса, протягом кількох хвилин вогонь поширився на кілометри.
28 липня в Туреччині спалахнули 126 пожеж у 32 містах. 119 з них вдалося швидко взяти під контроль рятувальникам.
29 липня міністр сільського господарства та лісового господарства Туреччини Бекір Пакдемірлі заявив, що для ліквідації пожеж залучено три літаки, 38 гелікоптерів та приблизно 4000 пожежників. Також використовувалися безпілотники.
30 липня два пожежні літаки ДСНС України вилетіли до Туреччини для допомоги.
31 липня затримали підозрюваного в підпалах лісів. Того ж дня Ердоган заявив, що причиною пожеж могли стати підпали та оголосив південні райони зонами лиха.
Станом на 7 серпня дощ допоміг у гасінні осередків вогнища. Більшість з них погашені. За словами міністра сільського і лісового господарства Туреччини Бекіра Пакдемерлі, залишилося лише 13 пожеж у 5 провінціях.

## Наслідки
Станом на цей день, загинуло 8 осіб, понад 800 постраждало. За попередніми оцінками, пожежі знищили приблизно 2300 будівель. Більшість травм були спричинені вдиханням диму. Станом на 7 серпня ліквідовано 202 лісові пожежі в 46 провінціях. Станом на 30 липня, площа пожеж складала 1500 га. Рятувальні служби взяли під контроль 36 осередків пожеж, продовжувалося гасіння 20 осередків.
Троє людей загинуло в Манавгаті. Було евакуйовано 18 сіл в Анталії та 16 сіл в Адані та Мерсіні. Понад 4000 туристів та персоналу у двох готелях Бодрума евакуювала морем берегова охорона Туреччини за допомогою приватних човнів. Міністр охорони довкілля та містобудування Мурат Курум сказав, що понад 100 художніх музеїв доведеться знести. Протягом перших кількох днів серпня на заході спалахнули нові пожежі. 4 серпня евакуювали морем людей із селища Орен та працівників електростанції Кемеркьой у провінції Мугла через пожежу на заводі.

## Міжнародна допомога
У гасінні пожеж Туреччина отримала міжнародну допомогу у вигляді надісланої техніки та бригад пожежників з інших країн.
- Іран відправив літак і два гелікоптери
- Азербайджан надіслав вертоліт і підрозділ пожежників.
- Україна надіслала три пожежні літаки
- Росія відправила п'ять пожежних літаків
- Хорватія надіслала літак,
- Іспанія — два пожежних літаки.[39]

Пожежні літаки, запропоновані Румунією та Францією, повернули, оскільки ті не зовсім підходили для гасіння місцевих пожеж.

## Причини
Станом на серпень 2021 року дані про початок пожежі 2020 року ще не оприлюднюються Генеральним управлінням лісового господарства, проте 2019 року було відомо, що пожежі були зумовлені тероризмом, а 2018 року з 2167 загальних пожеж відомо, що 6 спричинені терористами, згідно з офіційною статистикою.
Причиною перших осередків пожежі 2021 року міг стати підпал, тому що горіння почалося майже одночасно у чотирьох точках. Президент заявив про початок розслідування.
Поліція провінції Мугла на південному заході Туреччини повідомила 1 серпня 2021 року про арешт підозрюваного в підпалах, які могли спричинити масштабні лісові пожежі. Поліція не розкриває особу, називаючи лише його ініціали — В. Б. Він нібито приїхав з північної провінції Сакар'я. Усього на території Туреччини виявили 98 осередків займання, з них, за словами турецької влади, взяли під контроль 88.
Державний TRT World, серед інших, повідомив про те, що за підпалом може стояти Робітнича партія Курдистану (РПК, яка входить до списку терористичних організацій Туреччини та багатьох інших країн). Одна стаття ТРТ назвала РПК «головним підозрюваним», оскільки «знищення довкілля є одним із методів помсти, що використовується групою». Крім того, Ібрагім Карагюль звинуватив Республіканську народну партію (КНП) у тому, що вона стоїть за пожежами. За деякими даними, расистські напади на курдів відбулись після того, як повідомлялося, що за пожежами стоїть РПК.
Відповідальність за лісові пожежі взяла на себе філія «Діти вогню» Курдистанської робітничої партії (РПК). Організація оголосила себе публічно відповідальною за пожежу та пояснила свої дії протистоянням із владою .

## Див також
- Категорія:Лісові пожежі
- Списки катастроф